# Stanisław Fudakowski
Stanisław Jan Fudakowski (ur. 17 sierpnia 1948 w Gdyni) – polski psycholog, działacz opozycji antykomunistycznej, związkowiec i działacz społeczny.

## Życiorys
W 1973 ukończył studia z zakresu psychologii na Katolickim Uniwersytecie Lubelskim. W tym samym roku został zatrudniony w Pracowni Psychologii Pracy w Gdańsku. W sierpniu 1980 uczestniczył w strajku w Stoczni Gdańskiej. Od września tego samego roku działał w NSZZ „Solidarność”. Został wiceprzewodniczącym komisji zakładowej związku. W lipcu 1981 wszedł w skład Prezydium Zarządu Regionu „Solidarności”. Był delegatem i członkiem Prezydium na I Krajowym Zjeździe Delegatów.
13 grudnia 1981 został przewodniczącym komitetu strajkowego strajku w Stoczni Gdańskiej przeciwko stanowi wojennemu. Po jego pacyfikacji ukrywał się. 15 marca 1982 został aresztowany. 1 czerwca tego roku Sąd Wojewódzki w Gdańsku skazał go na karę 3,5 roku pozbawienia wolności i 3 lata pozbawienia praw publicznych. 28 marca 1983 został zwolniony na mocy aktu łaski Rady Państwa, która zawiesiła mu wykonanie kary na okres próby 4 lat. W latach 90. XX w. otrzymał odszkodowanie i zadośćuczynienie za działalność przeciwko systemowi komunistycznemu. W 2014 r. Sąd Okręgowy w Gdańsku przyznał zadośćuczynienie ponownie.
Od 1989 do 1991 był z ramienia pomorskiej „Solidarności” sędzią społecznym w Społecznej Komisji Pojednawczej. W 1993 objął funkcję sekretarza Stowarzyszenia Godność. Działa też w Stowarzyszeniu „Solidarni z Kolebki”. W wyborach samorządowych w 2002 bez powodzenia ubiegał się o mandat radnego sejmiku pomorskiego z listy Ligi Polskich Rodzin. W 2011 wszedł w skład Rady Stowarzyszenia Solidarni 2010.
W 2017 wojewoda Dariusz Drelich powołał go w skład Pomorskiej Wojewódzkiej Rady Konsultacyjnej ds. Działaczy Opozycji Antykomunistycznej oraz Osób Represjonowanych z Powodów Politycznych, w której zasiadał do 2024.
Wszedł w skład komitetu wspierającego kandydaturę Karola Nawrockiego na prezydenta RP w wyborach w 2025.

## Odznaczenia
W 2006, za wybitne zasługi w działalności na rzecz przemian demokratycznych w Polsce, za osiągnięcia w pracy zawodowej i społecznej, został odznaczony przez prezydenta Lecha Kaczyńskiego Krzyżem Oficerskim Orderu Odrodzenia Polski.